# Joseph Weber (Politiker, 1799)
Joseph Weber (* 2. Februar 1799 in Neuburg an der Donau; † 27. Februar 1857 ebenda) war ein deutscher Jurist und Politiker.

## Leben
Weber studierte von 1817 bis 1821 Rechtswissenschaft an der Universität Landshut. Danach arbeitete er als Rechtspraktikant, dann Gerichtsakzessist in München. Von 1831 bis 1857 war er rechtskundiger Bürgermeister in Neuburg an der Donau. Von 1852 bis 1857 war er zugleich Mitglied des Landrats für Schwaben und Neuburg.
Vom 18. Mai 1848 bis 30. Mai 1849 war Weber für den Wahlkreis Schwaben in Donauwörth Mitglied der Frankfurter Nationalversammlung in der Fraktion Pariser Hof.